# خرم أباد (لرستان)
خرم أباد مدينة إيرانية تقع على جبال زاغروس في اقليم لورستان تشتهر بصناعة السجاد وزراعة الفواكه. يبلغ عدد السكان 339,759 (2005).

## التاريخ
كانت مدينة خرم آباد مدينة مهمة أيام الدولة الساسانية، حيث بنى الساسانيون قلعة محكمة عرفت بقلعة فلك الأفلاك. بعد دخول المسلمين لبلاد فارس، انظم سكان هذه المدينة والمدن الأخرى للإسلام سريعا، وتتابعت السلطات على هذه المدينة، فبعد الحكم الراشدي وصل الحكم الأموي للمنطقة و بعده العباسي.
بعد الدولة العباسية، بدأت هذه المدينة تستقل حتى صارت حاضرة وعاصمة دولة الاتابكة بني خورشيد التي استمر حكمها من عام 1184م حتى عام 1598م، ودخلت بعد ذلك العام في حكم عائلة ولاة لرستان حتى سقوط حكومة الولاة على يد قوات بهلوي وحلفائه الإنكليز عام 1929م تقريبا، فدخلت في قوام الدولة الإيرانية من جديد  

## المناخ
يظهر الجدول التالي التغييرات المناخية على مدار السنة لخرم أباد:
| البيانات المناخية لـخرم أباد      | البيانات المناخية لـخرم أباد | البيانات المناخية لـخرم أباد | البيانات المناخية لـخرم أباد | البيانات المناخية لـخرم أباد | البيانات المناخية لـخرم أباد | البيانات المناخية لـخرم أباد | البيانات المناخية لـخرم أباد | البيانات المناخية لـخرم أباد | البيانات المناخية لـخرم أباد | البيانات المناخية لـخرم أباد | البيانات المناخية لـخرم أباد | البيانات المناخية لـخرم أباد | البيانات المناخية لـخرم أباد |
| الشهر                             | يناير                        | فبراير                       | مارس                         | أبريل                        | مايو                         | يونيو                        | يوليو                        | أغسطس                        | سبتمبر                       | أكتوبر                       | نوفمبر                       | ديسمبر                       | المعدل السنوي                |
| --------------------------------- | ---------------------------- | ---------------------------- | ---------------------------- | ---------------------------- | ---------------------------- | ---------------------------- | ---------------------------- | ---------------------------- | ---------------------------- | ---------------------------- | ---------------------------- | ---------------------------- | ---------------------------- |
| الدرجة القصوى °م (°ف)             | 24.0 (75.2)                  | 26.0 (78.8)                  | 31.0 (87.8)                  | 33.0 (91.4)                  | 41.0 (105.8)                 | 43.0 (109.4)                 | 47.0 (116.6)                 | 46.0 (114.8)                 | 43.0 (109.4)                 | 37.0 (98.6)                  | 30.0 (86.0)                  | 24.0 (75.2)                  | 47.0 (116.6)                 |
| متوسط درجة الحرارة الكبرى °م (°ف) | 10.5 (50.9)                  | 12.9 (55.2)                  | 16.5 (61.7)                  | 20.7 (69.3)                  | 27 (81)                      | 35.5 (95.9)                  | 39.5 (103.1)                 | 39.0 (102.2)                 | 35.3 (95.5)                  | 28.1 (82.6)                  | 18.7 (65.7)                  | 13.4 (56.1)                  | 25.3 (77.5)                  |
| المتوسط اليومي °م (°ف)            | 5.0 (41.0)                   | 7.1 (44.8)                   | 10.4 (50.7)                  | 13.8 (56.8)                  | 18.8 (65.8)                  | 25.6 (78.1)                  | 29.6 (85.3)                  | 28.8 (83.8)                  | 24.8 (76.6)                  | 19.0 (66.2)                  | 12.0 (53.6)                  | 7.8 (46.0)                   | 16.9 (62.4)                  |
| متوسط درجة الحرارة الصغرى °م (°ف) | −0.4 (31.3)                  | 1.3 (34.3)                   | 4.3 (39.7)                   | 7 (45)                       | 10.6 (51.1)                  | 15.7 (60.3)                  | 19.7 (67.5)                  | 18.7 (65.7)                  | 14.4 (57.9)                  | 10.0 (50.0)                  | 5.4 (41.7)                   | 2.2 (36.0)                   | 9.3 (48.7)                   |
| أدنى درجة حرارة °م (°ف)           | −14.6 (5.7)                  | −11.0 (12.2)                 | −11 (12)                     | −2.0 (28.4)                  | −1.8 (28.8)                  | 7.0 (44.6)                   | 9.2 (48.6)                   | 8.0 (46.4)                   | 4.6 (40.3)                   | −1.4 (29.5)                  | −7.8 (18.0)                  | −8.6 (16.5)                  | −14.6 (5.7)                  |
| الهطول مم (إنش)                   | 86.0 (3.39)                  | 73.1 (2.88)                  | 82.5 (3.25)                  | 71.6 (2.82)                  | 36.5 (1.44)                  | 0.3 (0.01)                   | 0.1 (0.00)                   | 0.2 (0.01)                   | 1.2 (0.05)                   | 23.5 (0.93)                  | 54.3 (2.14)                  | 83.6 (3.29)                  | 512.9 (20.19)                |
| متوسط الأيام الممطرة              | 11.9                         | 10.7                         | 12.9                         | 11.0                         | 6.2                          | 0.4                          | 0.3                          | 0.2                          | 0.4                          | 4.8                          | 7.6                          | 10.1                         | 76.5                         |
| متوسط الأيام المثلجة              | 2.6                          | 1.5                          | 0.7                          | 0                            | 0                            | 0                            | 0                            | 0                            | 0                            | 0                            | 0.1                          | 0.9                          | 5.8                          |
| متوسط الرطوبة النسبية (%)         | 69                           | 64                           | 58                           | 54                           | 43                           | 28                           | 24                           | 25                           | 28                           | 39                           | 55                           | 66                           | 46.1                         |
| ساعات سطوع الشمس الشهرية          | 163.4                        | 170.8                        | 187.2                        | 206.0                        | 264.2                        | 340.4                        | 347.2                        | 330.1                        | 302.7                        | 257.3                        | 191.4                        | 160.5                        | 2٬921٫2                      |
| المصدر: NOAA (1961-1990)          |                              |                              |                              |                              |                              |                              |                              |                              |                              |                              |                              |                              |                              |

## أعلام
- علي رضا بيرانوند
- كامبيز جمالي
- أحمد مبلغي
- علي رضا خورشيدي
- مورتيزا سيباهفاند